# بن جانسون (فیلم)
«بن جانسون» (انگلیسی: Ben Johnson (film)) یک فیلم است که در سال ۲۰۰۵ منتشر شد.